# Championnat de Belgique masculin de handball 1998-1999
Navigation
Division 1 1997-1998 Division d'Honneur 1999-2000
La saison 1998-1999 du Championnat de Belgique masculin de handball fut la 41e édition de la plus haute division belge de handball. La première phase du championnat la phase classique, est suivi d'une phase finale pour désigner le champion de Belgique.       
Cette édition est remportée par l'Initia HC Hasselt, champion pour la dixième fois de son histoire. Le club limbourgeois réalise le doublé puisqu'il remporte également la Coupe de Belgique.
Enfin, le KV Sasja HC Hoboken, le HK Waasmunster et le HC Amay sont relégués et seront remplacés la saison suivante par le HBC Izegem, le championnat passant de 12 à 10 équipes pour la saison suivante.

## Participants
| Club                | Classement 1997-1998 | Localisation  | Salle                  | Capacité |
| ------------------- | -------------------- | ------------- | ---------------------- | -------- |
| Initia HC Hasselt   | 1er                  | Hasselt       | Sporthal Alverberg     | 1 730    |
| Sporting Neerpelt   | 2e                   | Neerpelt      | Sportcentrum Dommelhof | 1 600    |
| HCE Tongeren        | Thierry Herbillon    | Tongres       | ?                      | ?        |
| Ajax Lebbeke        | ?                    | Lebbeke       | ?                      | ?        |
| Union beynoise      | ?                    | Beyne-Heusay  | ?                      | ?        |
| Olse Merksem HC     | ?                    | Anvers        | ?                      | ?        |
| HC Herstal-Liège    | ?                    | Herstal/Liège | ?                      | ?        |
| HC Eynatten         | Willem Rietbroek     | Eynatten      | ?                      | ?        |
| HK Waasmunster      | ?                    | Eynatten      | ?                      | ?        |
| KV Sasja HC Hoboken | Alex Jacobs          | Anvers        | ?                      | ?        |
| HC Amay             | ?                    | Amay          | ?                      | ?        |
| HC Kiewit           | ?                    | Kiewit        | ?                      | ?        |

### Localisation
| \| HCE Tongeren Initia HC Hasselt KV Sasja Sporting Neerpelt HC Eynatten Union Beynoise Olse Merksem HC Herstal-Liège Ajax Lebbeke HC Kiewit HK Waasmunster HC Amay \| Localisation des clubs engagés dans le championnat |
| HCE Tongeren Initia HC Hasselt KV Sasja Sporting Neerpelt HC Eynatten Union Beynoise Olse Merksem HC Herstal-Liège Ajax Lebbeke HC Kiewit HK Waasmunster HC Amay                                                          |

Nombre d'équipes par Province
| # | Province                      | Nombre | Équipe(s)                                                     |
| - | ----------------------------- | ------ | ------------------------------------------------------------- |
| 1 | Province de Liège             | 4      | HC Eynatten, Union beynoise, HC Herstal-Liège, HC Amay        |
| 1 | Province de Limbourg          | 4      | Initia HC Hasselt, HCE Tongeren, Sporting Neerpelt, HC Kiewit |
| 2 | Province d'Anvers             | 2      | KV Sasja HC Hoboken, Olse Merksem HC                          |
| 2 | Province de Flandre-Orientale | 2      | Ajax Lebbeke, HK Waasmunster                                  |

## Compétition

### Organisation du championnat
La saison régulière est disputée par 12 équipes jouant chacune l'une contre l'autre à deux reprises selon le principe des phases aller et retour. Une victoire rapporte 2 points, une égalité, 1 point et une défaite 0 point.
Après la saison régulière, les 4 équipes les mieux classées s'engagent dans la phase finale. Une phase qui débute par les demi-finales. C'est-à-dire que le premier de la phase régulière affronte le quatrième alors que le deuxième affronte le troisième au meilleur des trois manches. Ensuite les deux équipes qualifiées jouent le titre de champion. Elles se rencontrent également au meilleur des trois manches qui débute également chez le moins bien classé de la phase régulière. Quant aux deux autres équipes, elles s'engagent dans la finale pour la troisième place. Tout comme la finale pour le titre, celle-ci se déroule selon les mêmes principes. 
Pour ce qui est des huit autres équipes, elles voient leur saison s'achever. Contrairement aux autres éditions, les trois dernières et non les deux dernières équipes sont relégués en deuxième division.

### Saison régulière

#### Classement
Le classement final de la saison régulière est
|    | Équipe                    | Pts | J  | G  | N | P  | Bp  | Bc  | Diff |
| -- | ------------------------- | --- | -- | -- | - | -- | --- | --- | ---- |
| 1  | Sporting Neerpelt         | 38  | 22 | 18 | 2 | 2  | 591 | 491 | 100  |
| 2  | Initia HC Hasselt (C) (T) | 35  | 22 | 17 | 1 | 4  | 512 | 432 | 80   |
| 3  | HC Eynatten               | 31  | 22 | 14 | 3 | 5  | 513 | 468 | 45   |
| 4  | Union beynoise            | 26  | 22 | 12 | 2 | 8  | 485 | 456 | 29   |
| 5  | HCE Tongeren              | 24  | 22 | 10 | 4 | 7  | 485 | 472 | 13   |
| 6  | Olse Merksem HC           | 22  | 22 | 10 | 2 | 8  | 452 | 460 | -8   |
| 7  | HC Herstal-Liège          | 20  | 22 | 10 | 0 | 8  | 474 | 488 | -14  |
| 8  | Ajax Lebbeke              | 18  | 22 | 7  | 4 | 11 | 541 | 543 | -2   |
| 9  | HC Kiewit                 | 16  | 22 | 7  | 2 | 12 | 502 | 538 | -36  |
| 10 | HC Amay                   | 13  | 22 | 6  | 1 | 12 | 486 | 547 | -61  |
| 11 | KV Sasja HC Hoboken       | 12  | 22 | 5  | 2 | 15 | 472 | 522 | -50  |
| 12 | HK Waasmunster            | 9   | 22 | 3  | 3 | 16 | 415 | 511 | -96  |

|                 | Qualification pour la phase finale |
|                 | Relégué en deuxième division       |
| (T)             | Tenant du titre                    |
| en augmentation | Promu de 1998                      |
| (C)             | Vainqueur de la Coupe de Belgique  |

##### Évolution du classement
| HCE | UBE | UBE | UBE | UBE | SNE | SNE | HCE | HCE | Initia Hasselt | Initia Hasselt | Initia Hasselt | Initia Hasselt | Initia Hasselt | Initia Hasselt | Initia Hasselt | Initia Hasselt | Sporting Neerpelt | Sporting Neerpelt | Sporting Neerpelt | Sporting Neerpelt | Sporting Neerpelt |  |  |  |  |  |  |  |  |
|     |     |     |     |     |     |     |     |     |                |                |                |                |                |                |                |                |                   |                   |                   |                   |                   |  |  |  |  |  |  |  |  |
| 01  | 02  | 03  | 04  | 05  | 06  | 07  | 08  | 09  | 10             | 11             | 12             | 13             | 14             | 15             | 16             | 17             | 18                | 19                | 20                | 21                | 22                |  |  |  |  |  |  |  |  |

- Journée par journée

| Club                | 1  | 2  | 3  | 4  | 5  | 6  | 7  | 8  | 9  | 10 | 11 | 12 | 13 | 14 | 15 | 16 | 17 | 18 | 19 | 20 | 21 | 22 |
| ------------------- | -- | -- | -- | -- | -- | -- | -- | -- | -- | -- | -- | -- | -- | -- | -- | -- | -- | -- | -- | -- | -- | -- |
| Sporting Neerpelt   | 5  | 2  | 2  | 2  | 2  | 1  | 1  | 4  | 3  | 2  | 2  | 2  | 2  | 2  | 2  | 2  | 2  | 1  | 1  | 1  | 1  | 1  |
| HCE Tongeren        | 4  | 4  | 4  | 8  | 9  | 10 | 10 | 10 | 9  | 9  | 9  | 9  | 9  | 9  | 9  | 9  | 9  | 8  | 7  | 6  | 6  | 5  |
| HC Herstal-Liège    | 2  | 6  | 7  | 6  | 7  | 6  | 7  | 8  | 10 | 7  | 7  | 7  | 7  | 8  | 7  | 7  | 7  | 7  | 8  | 7  | 7  | 7  |
| KV Sasja HC Hoboken | 6  | 10 | 6  | 10 | 10 | 9  | 9  | 9  | 8  | 10 | 10 | 10 | 10 | 10 | 10 | 10 | 11 | 11 | 11 | 11 | 11 | 11 |
| Olse Merksem HC     | 7  | 3  | 3  | 4  | 4  | 3  | 4  | 3  | 4  | 4  | 3  | 5  | 5  | 5  | 4  | 4  | 5  | 5  | 5  | 5  | 5  | 6  |
| Union Beynoise      | 3  | 1  | 1  | 1  | 1  | 2  | 2  | 5  | 5  | 5  | 4  | 3  | 3  | 4  | 5  | 5  | 4  | 4  | 4  | 4  | 4  | 4  |
| HC Kiewit           | 11 | 8  | 9  | 7  | 8  | 8  | 6  | 6  | 6  | 6  | 6  | 6  | 6  | 7  | 8  | 8  | 8  | 9  | 9  | 9  | 9  | 9  |
| HK Waasmunster      | 12 | 12 | 12 | 12 | 12 | 12 | 12 | 12 | 12 | 12 | 12 | 12 | 12 | 12 | 12 | 12 | 12 | 12 | 12 | 12 | 12 | 12 |
| HC Amay             | 10 | 7  | 10 | 11 | 11 | 11 | 11 | 11 | 11 | 11 | 11 | 11 | 11 | 11 | 11 | 11 | 10 | 10 | 10 | 10 | 10 | 10 |
| Initia HC Hasselt   | 9  | 11 | 8  | 5  | 5  | 5  | 5  | 2  | 2  | 1  | 1  | 1  | 1  | 1  | 1  | 1  | 1  | 2  | 2  | 2  | 2  | 2  |
| Ajax Lebbeke        | 8  | 9  | 11 | 9  | 6  | 7  | 8  | 7  | 7  | 8  | 8  | 8  | 8  | 6  | 6  | 6  | 6  | 6  | 6  | 8  | 8  | 8  |
| HC Eynatten         | 1  | 5  | 5  | 3  | 3  | 4  | 3  | 1  | 1  | 3  | 5  | 4  | 4  | 3  | 3  | 3  | 3  | 3  | 3  | 3  | 3  | 3  |

#### Matchs
| Résultats (dom.\ext.)                                      | SNE   | WAA   | HER   | IHA   | KVS   | OME   | UBE   | HCE   | HCA   | AJA   | HCK   | HCET  |
| Sporting Neerpelt                                          |       | 28-23 | 32-24 | 21-23 | 25-19 | 21-18 | 22-22 | 25-22 | 35-21 | 26-23 | 22-17 | 29-23 |
| HK Waasmunster                                             | 26-34 |       | 24-26 | 16-23 | 22-17 | 15-11 | 12-15 | 14-17 | 27-27 | 25-25 | 20-25 | 16-18 |
| HC Herstal                                                 | 23-30 | 21-12 |       | 15-18 | 21-22 | 23-24 | 22-12 | 21-25 | 22-19 | 24-23 | 25-18 | 18-20 |
| Initia HC Hasselt                                          | 21-23 | 25-19 | 20-16 |       | 26-22 | 31-16 | 22-12 | 26-21 | 25-17 | 25-18 | 21-20 | 22-24 |
| KV Sasja HC Hoboken                                        | 23-41 | 20-15 | 30-24 | 21-21 |       | 18-19 | 24-26 | 17-18 | 19-23 | 23-26 | 29-21 | 16-22 |
| Olse Merksem HC                                            | 20-29 | 25-18 | 20-14 | 28-20 | 20-20 |       | 21-14 | 19-20 | 21-17 | 20-27 | 20-19 | 21-24 |
| Union Beynoise                                             | 25-29 | 37-19 | 27-19 | 21-23 | 25-20 | 15-19 |       | 24-21 | 23-18 | 25-27 | 26-23 | 21-10 |
| HC Eynatten                                                | 23-23 | 29-19 | 23-19 | 21-20 | 32-24 | 24-22 | 24-24 |       | 26-23 | 25-18 | 26-15 | 21-21 |
| HC Amay                                                    | 28-19 | 29-17 | 20-28 | 22-28 | 23-19 | 22-21 | 15-22 | 28-24 |       | 24-38 | 26-33 | 18-23 |
| Ajax Lebbeke                                               | 25-26 | 24-17 | 22-23 | 20-22 | 23-28 | 21-22 | 25-30 | 23-29 | 25-24 |       | 24-24 | 33-30 |
| HC Kiewit                                                  | 23-30 | 20-24 | 28-24 | 22-28 | 29-22 | 23-22 | 16-21 | 26-16 | 24-21 | 28-28 |       | 29-33 |
| HCE Tongeren                                               | 21-19 | 15-15 | 21-22 | 16-22 | 20-21 | 23-23 | 25-16 | 17-26 | 28-20 | 23-23 | 30-19 |       |
| - Victoire à domicile - Match nul - Victoire à l'extérieur |       |       |       |       |       |       |       |       |       |       |       |       |

### Phase finale

#### Demi-finale
| 10 avril 1999 | Union beynoise | 19-23 | Sporting Neerpelt | Beyne-Heusay, Hall Omnisports Edmond Rigo |

| 14 avril 1999 | Sporting Neerpelt | 25-14 | Union beynoise | Neerpelt, Sportcentrum Dommelhof |

Vainqueur 2 à 0, le Sporting Neerpelt est qualifié pour la finale du championnat.
| 10 avril 1999 | HC Eynatten | 21-23 | Initia HC Hasselt | Raeren, Sporthalle Eynatten |

| 14 avril 1999 | Initia HC Hasselt | 24-12 | HC Eynatten | Hasselt, Sporthal Alverberg |

Vainqueur 2 à 0, l'Initia HC Hasselt est qualifié pour la finale du championnat.

#### Matchs pour la troisième place
| 21 avril 1999 | Union beynoise | 14-26 | HC Eynatten | Beyne-Heusay, Hall Omnisports Edmond Rigo |

| 24 avril 1999 | HC Eynatten | 22-18 | Union beynoise | Raeren, Sporthalle Eynatten |

Vainqueur 2 à 0, le HC Eynatten termine troisième du championnat.

#### Finale
| 21 avril 1999 | Initia HC Hasselt | 21-19 | Sporting Neerpelt | Hasselt, Sporthal Alverberg |

| 24 avril 1999 | Sporting Neerpelt | 25-19 | Initia HC Hasselt | Neerpelt, Sportcentrum Dommelhof |

| 28 avril 1999 | Sporting Neerpelt | 21-22 | Initia HC Hasselt | Neerpelt, Sportcentrum Dommelhof |

Vainqueur 2 à 1, l'Initia HC Hasselt remporte son dixième sacre de champion de Belgique.

### Champion
| Champion de Belgique 1998-1999 Initia Handbal Club Hasselt 10e titre |

## Bilan

### Classement final
| Rang | Équipe                | En Coupe de Belgique |
| ---- | --------------------- | -------------------- |
| 1er  | Initia HC Hasselt     | Vainqueur            |
| 2e   | Sporting Neerpelt (T) | ?                    |
| 3e   | HC Eynatten           | Finaliste            |
| 4e   | Union beynoise        | ?                    |
| 5e   | HCE Tongeren          | ?                    |
| 6e   | Olse Merksem HC       |                      |
| 7e   | HC Herstal-Liège      | ?                    |
| 8e   | Ajax Lebbeke          | ?                    |
| 9e   | HC Kiewit             | ?                    |
| 10e  | HC Amay               | ?                    |
| 11e  | KV Sasja HC Hoboken   | ?                    |
| 12e  | HK Waasmunster        | ?                    |

|                 | Champion de Belgique et qualifiés pour la Ligue des champions |
|                 | Qualifié en Coupe de l'EHF                                    |
|                 | Qualifié en Coupe des coupes                                  |
|                 | Qualifié en Coupe des Villes                                  |
|                 | Relégués en division 2                                        |
| (T)             | Tenant du titre                                               |
| en augmentation | Promu de début de saison en Division 1                        |

### Parcours en coupes d'Europe
Le parcours des clubs belges en coupes d'Europe est important puisqu'il détermine le coefficient EHF, et donc le nombre de clubs espagnoles présents en coupes d'Europe les années suivantes.
| Club              | Compétition         | Tour d'entrée  | Résultat                  | Dernier adversaire   |
| Initia HC Hasselt | Ligue des champions | Deuxième tour  | éliminé au Deuxième tour  | Portland San Antonio |
| Olse Merksem HC   | Coupe des coupes    | 1/16 de finale | éliminé au 1/16 de finale | Sporting Toulouse 31 |
| Sporting Neerpelt | Coupe de l'EHF      | 1er tour       | éliminé au 1/8 de finale  | Team Esbjerg         |
| HCE Tongeren      | Coupe des Villes    | 1/16 de finale | éliminé au 1/16 de finale | SC Pick Szeged       |

### Bilan de la saison
| Tableau d'honneur de la saison 1998-1999 |                                            |                       |
| Compétition                              | Vainqueur                                  | Commentaire           |
| Championnat de Belgique                  | Initia HC Hasselt                          | 10e titre             |
| Coupe de Belgique                        | Initia HC Hasselt                          | 5e victoire           |
| Qualifications européennes               |                                            |                       |
| Compétition                              | Qualifiés                                  | Commentaire           |
| Ligue des champions                      | Initia HC Hasselt                          | Champion              |
| Coupe des coupes                         | HC Eynatten                                | Finaliste de la coupe |
| Coupe de l'EHF                           | Sporting Neerpelt                          | 1/16 de finale        |
| Coupe des Villes                         | Union beynoise                             | 1/8 de finale         |
| Promotions et relégations                |                                            |                       |
| Promu de Division 2 (D2)                 | HK Waasmunster                             | (D2)                  |
| Relégation en Division 2 (D2)            | HC Amay KV Sasja HC Hoboken HK Waasmunster | 10e 11e 12e           |